# 里亞博科涅韋 (克拉斯諾庫特西克區)
49°57′3″N 34°59′27″E / 49.95083°N 34.99083°E
里亞博科內韋（烏克蘭語：Рябоконеве）是位於烏克蘭東部的村莊，由哈爾科夫州博霍杜希夫區的克拉斯諾庫特斯克市鎮負責管轄。該村始建於1911年，面積0.92平方公里，海拔高度117米，2001年人口350，人口密度每平方公里379.2人。